# Трое с площади Карронад (повесть)
Тро́е с пло́щади Каррона́д — повесть Владислава Крапивина. Одно из самых известных и эмоциональных произведений писателя.

## Сюжет
Пятиклассник Славка Семибратов с мамой после нескольких переездов приезжает, наконец-то, в приморский Город Славкиной мечты. В предыдущих городах в жизни Славки не было никаких просветов — везде тоскливая серость. Единственное, что было хорошего в его прежней жизни — парусная секция, в которой он успел получить удостоверение яхтенного рулевого III класса.
В Городе, в новой школе, Славка попадает на пионерский сбор, на котором обсуждается дерзкая выходка Тима Селя — он пробрался на пришвартованную баркентину «Сатурн» с целью перегнать судно через бухту и посадить на сваи, чтобы «Сатурн» разбило волнами. Цель этого мероприятия — не допустить переоборудования парусного судна в ресторан. Участники сбора, в целом, поддержали Тима и вместо суровых мер предложили вынести Селю строгий выговор и то — не за попытку угона судна, а за вождение без судоводительских прав. Но после того, как за Тима вступился Славка, строгий выговор заменили простым порицанием.
Этот эпизод послужил началом крепкой и преданной дружбы между Тимом Селем и Славкой Семибратовым. Вместе они поступают в парусную секцию и живут насыщенной и беззаботной жизнью. Тим делится со Славкой своей идеей поставить памятник ребятам: в Городе более трёхсот памятников, но нет ни одного памятника мальчишкам. Мальчишкам, погибшим во время Первой обороны, Второй обороны и мальчишкам, гибнущим в наши дни от боеприпасов, сохранившихся с последней войны. Эти боеприпасы — настоящая беда Города. То и дело появляются сообщения о гибели детей из-за неосторожного обращения с найденными боеприпасами. Памятник, по задумке Тима и Славки должен изображать трёх мальчишек, каждый из которых символизирует свою эпоху, и стоять на площади Карронад.
Однажды Славка и Тим причалили к берегу, где группа детей копалась в куче металлолома и один из них держал в руках снаряд. Славка отбирает у детей снаряд. Они с Тимом решают доставить его военным, но нести опасную находку нужно в руках, чтобы случайно не ударить. Некоторое время Славка и Тим спорят, кто понесёт снаряд, а кто поведёт яхту к причалу. В конце концов, Славка, используя свою власть капитана, приказывает Тиму вести яхту, а сам, положив снаряд в портфель, несёт его к воинской части. Его страшный путь закончился благополучно, но Тим горько обиделся на Славку и отказывается с ним общаться. Славка не понимает, в чём дело, но все его попытки восстановить отношения с Тимом терпят неудачу.
На самом же деле отчуждение Тима вызвано тем, что он струсил — в душе он обрадовался, когда Славка приказал ему вести яхту к причалу. И стыд собственной трусости не позволял ему больше общаться со Славкой. Но истинную причину он предпочитает прятать под маской гордой обиды.
Мама Славки собирается вернуться в тот город, который он с такой радостью покинул, и забирает его с собой. На одной из станций к поезду прибегает Тим. Он приковывает Славку цепью к фонарному столбу, срывая, тем самым, отъезд. Славка остаётся в Городе.

## Прототипы
Под Городом в книге подразумевается Севастополь. Однако это название в тексте нигде не встречается, указывается лишь Город с заглавной буквы. Все географические названия в книге изменены, однако прототипы легко угадываются. Так, под Орудийной бухтой подразумевается Артиллерийская, под Качаевкой — Учкуевка, под станцией «Чёрная речка» — станция «Инкерман-1». Последнее название взято не случайно — по Инкерману действительно протекает речка Чёрная, впадающая в Севастопольскую бухту. Кроме того, в ранних зарисовках повести (изданных впоследствии в «лоскутной» повести «Нарисованные герои») явно говорится о Севастополе.
Под школой № 20, судя по описанию школы и её географического расположения, подразумевается Севастопольская школа № 3, находящаяся на ул. Советская. В этой же школе снимался телесериал «Трое с площади Карронад». Однако история школы была выдумана писателем — до революции в этом здании размещался не кадетский корпус, а реальное училище.
Одним из мест жительства главного героя Славки, указан Невьянск («Когда Славка был маленьким и жил в Невьянске, он ходил с мамой на работу»).
Прототипами главных героев стали четвероклассники Вадик и Артур. Интересно, что впоследствии Вадим Вадимович Хапаев получил Крапивинскую премию за литературный сценарий для фильма «Севастополь. Испытание войной».
«Сатурн» — название вымышленное. В советском флоте не было баркентины с таким именем. Прототипом послужила баркентина «Кропоткин», позже превращенная в ресторан в Севастополе.

## Экранизация
В 2008 году режиссёром Виктором Волковым был снят четырёхсерийный телевизионный фильм «Трое с площади Карронад».